# Puchar Świata w saneczkarstwie 2008/2009
Sezon 2008/2009 Pucharu Świata w saneczkarstwie rozpoczął się 29 listopada 2008 w austriackim Igls. Ostatnie zawody z tego cyklu rozegrano 21 lutego 2009 w Kanadzie na torze olimpijskim w Whistler. W odróżnieniu od poprzedniego sezonu nie odbyły się konkursy w Lake Placid. W zamian za to odbyły się zawody w Cesanie we Włoszech oraz na nowym torze w Whistler. Była to próba przedolimpijska tego toru.
Puchar Świata rozegrany został w 9 miastach, 5 krajach, na 2 kontynentach. Najwięcej konkursów odbyło się w Niemczech. Były to konkursy w Winterbergu, Königssee, Oberhofie oraz w Altenbergu.

## Jedynki kobiet
| Lp. | Data              | Miejscowość | Tor                                                        | 1 miejsce                                                  | 2 miejsce                                                  | 3 miejsce                                                  |
| --- | ----------------- | ----------- | ---------------------------------------------------------- | ---------------------------------------------------------- | ---------------------------------------------------------- | ---------------------------------------------------------- |
| 1.  | 30 listopada 2008 | Igls        | Saneczkowy tor w Igls                                      | Tatjana Hüfner                                             | Natalie Geisenberger                                       | Anke Wischnewski                                           |
| 2.  | 6 grudnia 2008    | Sigulda     | Saneczkowy tor w Siguldzie                                 | Tatjana Hüfner                                             | Natalja Jakuszenko                                         | Anke Wischnewski                                           |
| 3.  | 14 grudnia 2008   | Winterberg  | Saneczkowy tor w Winterbergu                               | Natalie Geisenberger                                       | Tatjana Hüfner                                             | Anke Wischnewski                                           |
| 4.  | 3 stycznia 2009   | Königssee   | Saneczkowy tor w Königssee                                 | Tatjana Hüfner                                             | Natalie Geisenberger                                       | Anke Wischnewski                                           |
| 5.  | 11 stycznia 2009  | Cesana      | Saneczkowy tor w Cesanie                                   | Tatjana Hüfner                                             | Natalie Geisenberger                                       | Nina Reithmayer                                            |
| 6.  | 18 stycznia 2009  | Oberhof     | Saneczkowy tor w Oberhofie                                 | Tatjana Hüfner                                             | Natalie Geisenberger                                       | Anke Wischnewski                                           |
| 7.  | 24 stycznia 2009  | Altenberg   | Saneczkowy tor w Altenbergu                                | Natalie Geisenberger                                       | Tatjana Hüfner                                             | Anke Wischnewski                                           |
| MŚ  |                   | Lake Placid | 6 – 8 lutego 2009 Mistrzostwa Świata w Saneczkarstwie 2009 | 6 – 8 lutego 2009 Mistrzostwa Świata w Saneczkarstwie 2009 | 6 – 8 lutego 2009 Mistrzostwa Świata w Saneczkarstwie 2009 | 6 – 8 lutego 2009 Mistrzostwa Świata w Saneczkarstwie 2009 |
| 8.  | 13 lutego 2009    | Calgary     | Saneczkowy tor w Calgary                                   | Tatjana Hüfner                                             | Natalie Geisenberger                                       | Veronika Halder                                            |
| 9.  | 20 lutego 2009    | Whistler    | Saneczkowy tor w Whistler                                  | Natalie Geisenberger                                       | Tatjana Hüfner                                             | Anke Wischnewski                                           |

| Lp. | Zawodnik             | Igls | Sigulda | Winterberg | Königssee | Cesana | Oberhof | Altenberg | Calgary | Whistler | Punkty |
| 1.  | Tatjana Hüfner       | 1    | 1       | 2          | 1         | 1      | 1       | 2         | 1       | 2        | 855    |
| 2.  | Natalie Geisenberger | 2    | 4       | 1          | 2         | 2      | 2       | 1         | 2       | 1        | 785    |
| 3.  | Anke Wischnewski     | 3    | 3       | 3          | 3         | 8      | 3       | 3         | 4       | 3        | 592    |
| 4.  | Nina Reithmayer      | 6    | 5       | 6          | 4         | 3      | 6       | 6         | 5       | 6        | 490    |
| 5.  | Natalja Jakuszenko   | 8    | 2       | 5          | 7         | 4      | 4       | 5         | 8       | 9        | 484    |
| 6.  | Erin Hamlin          | 4    | 11      | 8          | 11        | 9      | 24      | 8         | 7       | 5        | 369    |
| 7.  | Veronika Halder      | 10   | 6       | 11         | 10        | 10     | 14      | 19        | 3       | 8        | 354    |
| 8.  | Alex Gough           | 39   | 15      | 7          | 9         | 7      | 15      | 10        | 6       | 7        | 317    |
| 9.  | Ewelina Staszulonek  | 7    | 18      | 14         | 8         | 6      | -       | 7         | 21      | 12       | 287    |
| 10. | Anna Orlova          | 9    | 7       | 9          | 23        | 12     | 12      | 24        | 10      | 24       | 276    |

## Jedynki mężczyzn
| Lp. | Data              | Miejscowość | Tor                                                        | 1 miejsce                                                  | 2 miejsce                                                  | 3 miejsce                                                  |
| --- | ----------------- | ----------- | ---------------------------------------------------------- | ---------------------------------------------------------- | ---------------------------------------------------------- | ---------------------------------------------------------- |
| 1.  | 30 listopada 2008 | Igls        | Saneczkowy tor w Igls                                      | Andi Langenhan                                             | David Möller                                               | Armin Zöggeler                                             |
| 2.  | 7 grudnia 2008    | Sigulda     | Saneczkowy tor w Siguldzie                                 | Albert Diemczenko                                          | Armin Zöggeler                                             | David Möller                                               |
| 3.  | 14 grudnia 2008   | Winterberg  | Saneczkowy tor w Winterbergu                               | Armin Zöggeler                                             | David Möller                                               | Johannes Ludwig                                            |
| 4.  | 4 stycznia 2009   | Königssee   | Saneczkowy tor w Königssee                                 | Armin Zöggeler                                             | David Möller                                               | Felix Loch                                                 |
| 5.  | 11 stycznia 2009  | Cesana      | Saneczkowy tor w Cesanie                                   | Armin Zöggeler                                             | Felix Loch                                                 | Daniel Pfister                                             |
| 6.  | 18 stycznia 2009  | Oberhof     | Saneczkowy tor w Oberhofie                                 | Jan Eichhorn                                               | Felix Loch                                                 | David Möller                                               |
| 7.  | 25 stycznia 2009  | Altenberg   | Saneczkowy tor w Altenbergu                                | Armin Zöggeler                                             | Felix Loch                                                 | David Möller                                               |
| MŚ  |                   | Lake Placid | 6 – 8 lutego 2009 Mistrzostwa Świata w Saneczkarstwie 2009 | 6 – 8 lutego 2009 Mistrzostwa Świata w Saneczkarstwie 2009 | 6 – 8 lutego 2009 Mistrzostwa Świata w Saneczkarstwie 2009 | 6 – 8 lutego 2009 Mistrzostwa Świata w Saneczkarstwie 2009 |
| 8.  | 14 lutego 2009    | Calgary     | Saneczkowy tor w Calgary                                   | Armin Zöggeler                                             | Felix Loch                                                 | Albert Diemczenko                                          |
| 9.  | 21 lutego 2009    | Whistler    | Saneczkowy tor w Whistler                                  | David Möller                                               | Armin Zöggeler                                             | Felix Loch                                                 |

| Lp. | Zawodnik          | Igls | Sigulda | Winterberg | Königssee | Cesana | Oberhof | Altenberg | Calgary | Whistler | Punkty |
| 1.  | Armin Zöggeler    | 3    | 2       | 1          | 1         | 1      | 7       | 1         | 1       | 2        | 786    |
| 2.  | David Möller      | 2    | 3       | 2          | 2         | 4      | 3       | 3         | 11      | 1        | 659    |
| 3.  | Jan Eichhorn      | 4    | 6       | 4          | 5         | 6      | 1       | 5         | 13      | 7        | 506    |
| 4.  | Felix Loch        | -    | -       | -          | 3         | 2      | 2       | 2         | 2       | 3        | 480    |
| 5.  | Andi Langenhan    | 1    | 13      | 5          | 8         | 14     | 8       | 7         | 5       | 5        | 453    |
| 6.  | Daniel Pfister    | 7    | 7       | 6          | 4         | 3      | 5       | 4         | 4       | NU       | 447    |
| 7.  | Albert Diemczenko | NU   | 1       | 24         | 6         | 5      | 5       | 8         | 3       | 26       | 409    |
| 8.  | Johannes Ludwig   | 11   | 9       | 3          | 19        | 13     | 6       | 6         | 23      | 4        | 373    |
| 9.  | Wiktor Kneib      | 5    | 5       | 8          | NU        | 7      | 11      | 14        | 8       | 6        | 352    |
| 10. | Martin Abentung   | 8    | 10      | 13         | 13        | 17     | 14      | 10        | 14      | 8        | 296    |

## Dwójki mężczyzn
| Lp.                  | Data                 | Miejscowość          | Tor                                                        | 1 miejsce                                                  | 2 miejsce                                                  | 3 miejsce                                                  |
| -------------------- | -------------------- | -------------------- | ---------------------------------------------------------- | ---------------------------------------------------------- | ---------------------------------------------------------- | ---------------------------------------------------------- |
| 1.                   | 29 listopada 2008    | Igls                 | Saneczkowy tor w Igls                                      | Włochy Gerhard Plankensteiner · Oswald Haselrieder         | Austria Andreas Linger · Wolfgang Linger                   | Austria Tobias Schiegl · Markus Schiegl                    |
| 2.                   | 6 grudnia 2008       | Sigulda              | Saneczkowy tor w Siguldzie                                 | Włochy Christian Oberstolz · Patrick Gruber                | Austria Andreas Linger · Wolfgang Linger                   | Austria Peter Penz · Georg Fischler                        |
| 3.                   | 13 grudnia 2008      | Winterberg           | Saneczkowy tor w Winterbergu                               | Włochy Christian Oberstolz · Patrick Gruber                | Austria Tobias Schiegl · Markus Schiegl                    | Niemcy Patric Leitner · Alexander Resch                    |
| 4.                   | 3 stycznia 2009      | Königssee            | Saneczkowy tor w Königssee                                 | Niemcy Patric Leitner · Alexander Resch                    | Niemcy Tobias Wendl · Tobias Arlt                          | Austria Andreas Linger · Wolfgang Linger                   |
| 5.                   | 10 stycznia 2009     | Cesana               | Saneczkowy tor w Cesanie                                   | Włochy Christian Oberstolz · Patrick Gruber                | Włochy Gerhard Plankensteiner · Oswald Haselrieder         | Łotwa Juris Šics · Andris Šics                             |
| 6.                   | 17 stycznia 2009     | Oberhof              | Saneczkowy tor w Oberhofie                                 | Niemcy Tobias Wendl · Tobias Arlt                          | Niemcy Patric Leitner · Alexander Resch                    | Niemcy André Florschütz · Torsten Wustlich                 |
| 7.                   | 24 stycznia 2009     | Altenberg            | Saneczkowy tor w Altenbergu                                | Włochy Christian Oberstolz · Patrick Gruber                | Niemcy Patric Leitner · Alexander Resch                    | Austria Andreas Linger · Wolfgang Linger                   |
| MŚ                   |                      | Lake Placid          | 6 – 8 lutego 2009 Mistrzostwa Świata w Saneczkarstwie 2009 | 6 – 8 lutego 2009 Mistrzostwa Świata w Saneczkarstwie 2009 | 6 – 8 lutego 2009 Mistrzostwa Świata w Saneczkarstwie 2009 | 6 – 8 lutego 2009 Mistrzostwa Świata w Saneczkarstwie 2009 |
| 7.                   | 14 lutego 2009       | Calgary              | Saneczkowy tor w Calgary                                   | Włochy Christian Oberstolz · Patrick Gruber                | Austria Peter Penz · Georg Fischler                        | Włochy Gerhard Plankensteiner · Oswald Haselrieder         |
| 8.                   | 20 lutego 2009       | Whistler             | Saneczkowy tor w Whistler                                  | Niemcy André Florschütz · Torsten Wustlich                 | Niemcy Patric Leitner · Alexander Resch                    | Austria Andreas Linger · Wolfgang Linger                   |
| Klasyfikacja końcowa | Klasyfikacja końcowa | Klasyfikacja końcowa | Klasyfikacja końcowa                                       | Włochy Christian Oberstolz · Patrick Gruber                | Niemcy Patric Leitner · Alexander Resch                    | Austria Andreas Linger · Wolfgang Linger                   |

| Lp. | Zawodnik                                    | Igls | Sigulda | Winterberg | Königssee | Cesana | Oberhof | Altenberg | Calgary | Whistler | Punkty |
| 1.  | Włochy Christian Oberstolz · Patrick Gruber | 4    | 1       | 1          | 4         | 1      | 4       | 1         | 1       | 5        | 735    |
| 2.  | Niemcy Patric Leitner · Alexander Resch     | 5    | 9       | 3          | 1         | 6      | 2       | 2         | 4       | 2        | 629    |
| 3.  | Austria Andreas Linger · Wolfgang Linger    | 2    | 2       | 6          | 3         | 4      | 6       | 3         | 6       | 3        | 590    |
| 4.  | Niemcy Tobias Wendl · Tobias Arlt           | 6    | 5       | 4          | 2         | 5      | 1       | 5         | 10      | 16       | 521    |

## Drużynowo (sztafety mieszane)
| Lp. | Data             | Miejscowość | Tor                                                        | 1 miejsce                                                                   | 2 miejsce                                                                    | 3 miejsce                                                                              |
| --- | ---------------- | ----------- | ---------------------------------------------------------- | --------------------------------------------------------------------------- | ---------------------------------------------------------------------------- | -------------------------------------------------------------------------------------- |
| 1.  | 6 grudnia 2008   | Sigulda     | Saneczkowy tor w Siguldzie                                 | Austria Nina Reithmayer · Daniel Pfister · Andreas Linger · Wolfgang Linger | Niemcy Tatjana Hüfner · David Möller · Tobias Wendl · Tobias Arlt            | Stany Zjednoczone Ashley Walden · Bengt Walden · Mark Grimmette · Brian Martin         |
| 2.  | 13 grudnia 2008  | Winterberg  | Saneczkowy tor w Winterbergu                               | Niemcy Tatjana Hüfner · David Möller · Patric Leitner · Alexander Resch     | Austria Nina Reithmayer · Daniel Pfister · Tobias Schiegl · Markus Schiegl   | Stany Zjednoczone Ashley Walden · Bengt Walden · Christian Niccum · Dan Joye           |
| 3.  | 4 stycznia 2009  | Königssee   | Saneczkowy tor w Königssee                                 | Niemcy Tatjana Hüfner · David Möller · Patric Leitner · Alexander Resch     | Austria Nina Reithmayer · Daniel Pfister · Andreas Linger · Wolfgang Linger  | Włochy Sandra Gasparini · Armin Zöggeler · Gerhard Plankensteiner · Oswald Haselrieder |
| 4.  | 17 stycznia 2009 | Oberhof     | Saneczkowy tor w Oberhofie                                 | Niemcy Natalie Geisenberger · Jan Eichhorn · Tobias Wendl · Tobias Arlt     | Austria Nina Reithmayer · Martin Abentung · Andreas Linger · Wolfgang Linger | Stany Zjednoczone Erin Hamlin · Bengt Walden · Mark Grimmette · Brian Martin           |
| 5.  | 23 stycznia 2009 | Altenberg   | Saneczkowy tor w Altenbergu                                | Niemcy Natalie Geisenberger · David Möller · Tobias Wendl · Tobias Arlt     | Kanada Alex Gough · Samuel Edney · Chris Moffat · Mike Moffat                | Włochy Sandra Gasparini · David Mair · Christian Oberstolz · Patrick Gruber            |
| MŚ  |                  | Lake Placid | 6 – 8 lutego 2009 Mistrzostwa Świata w Saneczkarstwie 2009 | 6 – 8 lutego 2009 Mistrzostwa Świata w Saneczkarstwie 2009                  | 6 – 8 lutego 2009 Mistrzostwa Świata w Saneczkarstwie 2009                   | 6 – 8 lutego 2009 Mistrzostwa Świata w Saneczkarstwie 2009                             |

| Lp. | Drużyna           | Sigulda | Winterberg | Königssee | Oberhof | Altenberg | Punkty |
| 1.  | Niemcy            | 2       | 1          | 1         | 1       | 1         | 485    |
| 2.  | Austria           | 1       | 2          | 2         | 2       | 7         | 401    |
| 3.  | Stany Zjednoczone | 3       | 3          | 6         | 3       | 9         | 299    |
| 4.  | Łotwa             | 4       | 4          | 7         | 5       | 5         | 276    |
| 5.  | Włochy            | 5       | -          | 3         | 4       | 3         | 255    |
| 6.  | Słowacja          | 6       | 5          | 8         | 8       | 4         | 249    |